# Ambassade d'Allemagne en Corée du Nord
L'ambassade d'Allemagne en Corée du Nord est la représentation diplomatique de l'Allemagne en Corée du Nord. Elle est située à Pyongyang, la capitale du pays. Son ambassadeur est Pit Heltmann depuis 2018.

## Histoire
La République démocratique allemande (RDA) entretient des relations diplomatiques à partir de 1949. Après la réunification allemande, l'ambassade est-allemande à Pyongyang devient d'abord une représentation diplomatique de la République fédérale allemande et à partir du 1er mars 2001 une ambassade. Il n'y a cependant jamais eu depuis d'accueil de délégation officielle allemande en Corée du Nord, et vice-versa.

## Ambassadeurs d'Allemagne en Corée du Nord
RDA
- 1951-1954 : Johannes König
- 1954-1959 : Richard Fischer
- 1960-1963 : Kurt Schneidewind
- 1963-1964 : Otto Becker
- 1964-1968 : Horst Brie
- 1968-1972 : Georg Henke
- 1972-1978 : Franz Everhartz
- 1978-1981 : Dietrich Jark
- 1981-1982 : Hermann Schwiesau
- 1982-1986 : Karl-Heinz Kern
- 1987-1990 : Hans Maretzki
- 1990 : Klaus Zorn

Allemagne réunifiée
- 2001-2005 : Doris Hertrampf
- 2005-2007 : Friedrich Ludwig Löhr
- 2007-2010 : Thomas Schäfer
- 2010-2013 : Gerhard Thiedemann
- 2013-2018 : Thomas Schäfer
- Depuis 2018 : Pit Heltmann

## Sources
- (de) Cet article est partiellement ou en totalité issu de l’article de Wikipédia en allemand intitulé « Deutsche Botschaft Pjöngjang » (voir la liste des auteurs).